# Yporangiella stygius
Yporangiella stygius är en mångfotingart som beskrevs av Christoph D. Schubart 1946. Yporangiella stygius ingår i släktet Yporangiella och familjen fingerdubbelfotingar. Inga underarter finns listade i Catalogue of Life.